# 李翱
李翱（774年—836年），字習之，又稱李襄陽，汴州陈留县（今河南省开封市）人，祖籍陇西郡狄道县（今甘肃省定西市临洮县），出自陇西李氏仆射房，唐朝官員、散文家與哲學家。

## 生平
大历七年（772年）生。李翱是北魏司空、清渊文穆公李冲十世孙，北魏使持节、侍中、太傅、录尚书事、青州刺史、濮阳孝懿公李延寔九世孙，中书侍郎、左光禄大夫、清渊献侯李彬八世孙，清渊县侯李桃杖七世孙。李翱為唐代貞元十四年（798年）進士。元和初，任國子博士、史館修撰；元和十五年（820年），授考功員外郎並兼任史職。後貶為朗州、廬州刺史。
唐文宗即位，入朝為諫議大夫，不久以本官知制誥，太和七年（833年）自桂管都防御使改授潭州刺史、湖南观察使，累官山南東道節度使，卒於襄陽。
曾有道人看了李翱的儿子们，觉得都不成器，看了李翱的女儿们后，说李翱的三个外孙能做宰相。盧求、郑亚、杜审权都是李翱的女婿，他们各自的儿子卢携、郑畋、杜让能后来也果然都做到了宰相。

## 作品和思想
曾從韓愈學古文，皇甫湜是他的同學，李翱代表著韓文平易的一面；皇甫湜則代表著韓文奇崛的一面。
韩愈去世后，李翱写祭文悼念他。文中说：“贞元十二，兄在汴州。我游自徐，始得兄交。视我无能，待予以友。讲文析道，为益之厚。二十九年，不知其久。”又親自為韓愈作《韓吏部行狀》，這是韓愈生前囑咐的。墓誌銘則規定由皇甫湜撰寫。
在思想上李翱大抵同於韓愈，同樣興儒反佛，認為佛教徒“不蠶而衣裳具，弗耨而飲食充”。但李翱的觀點體現了融合佛教、道教，思想接近禪宗。他跟高僧禪師時有往來，並寫了禪詩贈送藥山惟儼禪師：“煉得身形似鶴形，千株松下兩函經。我來相問無餘說，雲在青天水在瓶。”
朱伯崑指出，「人性本善」的說法，始於李翱的《復性書》。

## 延伸阅读
[在维基数据编辑]
 在维基文库阅读此作者作品
 《舊唐書/卷160》，出自刘昫《舊唐書》
 《新唐書/卷177》，出自《新唐書》